# Bitwa pod Hamą (2014)
Bitwa pod Hamą – walki na froncie pod Hamą między siłami islamistów a armią rządową podczas wojny w Syrii, trwające od lipca do września 2014.

## Kontekst
Na przełomie lat 2012 i 2013 front pod Hamą był areną intensywnych walk między rebeliantami a armią rządową. W grudniu 2012 siły skupione wokół tzw. Wolnej Armii Syrii przystąpiły do ofensywy, zajmując szereg miast pod Hamą. Pod koniec stycznia 2013 armia rządowa podjęła kontrofensywę, która zakończyła się odbiciem kilku miast. Drugie natarcie na miasta będące w rękach rebeliantów z maja i czerwca 2013 pozwoliło syryjskim siłom zbrojnym powrócić na pozycje utracone pół roku wcześniej.
Ponowne ciężkie walki toczono w 2014 wokół miasta Chan Szajchun. Swoją aktywnością wykazali się tam islamiści, którzy usiłowali przejąć kontrolę nad miastem Murik, leżącym na strategicznej autostradzie M5 między Hamą i Chan Szajchun. Długotrwałe walki rozlały się również na pobliskie wsie, które przechodziły z rąk do rąk. Ostatecznie najważniejsze miasta frontu centralnego z pogranicza muhafaz Hamy i Idlibu pozostały w rękach rebeliantów, w tym islamistów.

## Bitwa pod Hamą

### Oblężenie lotniska Hama
Po sukcesach w trakcie walk na froncie centralnym i obronie Muriku, sunniccy rebelianci skierowali swoje uderzenie na południe w kierunku miasta Hama. 26 lipca 2014 zajęli Chattab, a także pobliską bazę wojskową, pozyskując stamtąd broń. Umożliwiło im to marsz na lotnisko pod Hamą, w trakcie którego ostrzelano pozycje syryjskiej armii za pomocą rakiet Grad. Ponadto islamiści odcięli drogę łączącą Hamę z terenami alawickimi kontrolowanymi przez rząd, zajmując wioski Arza i Asz-Sziha leżące na północny zachód od Hamy. Odcięło to również dostęp syryjskim żołnierzom do wpędzonych w kocioł obrońców lotniska. Na terenie lotniska znajdowała się manufaktura w której produkowano bomby, używane przez Syryjskie Arabskie Siły Powietrzne w całym kraju. Dlatego lotnisko było głównym celem natarcia sił rebelianckich.
Armia próbowała odblokować okrążenie, jednak podczas potyczki pod Arzą z 9 sierpnia 2014 poległo 12 żołnierzy. W kolejnych dniach islamiści podbudowani sukcesem z Muriku, gdzie w nocy z 12 na 13 sierpnia 2014 udało się pokonać armię w południowo-zachodniej części miasta, zajmowali kolejne punkty wojskowe i wzgórza wokół lotniska, budując pozycje do natarcia. W dniach 14–15 sierpnia 2014, bojownicy ostrzelali znajdująca się tam bazę sił powietrznych. 18 sierpnia 2014 w czasie toczących się walk islamiści strącili myśliwiec, biorący udział w operacji powietrznej.

### Próby przełamania oblężenia i atak islamistów na Mahardę i Halfaję
19 sierpnia 2014 doszło do kontrnatarcia na Arzę, by przedostać się do broniącego się na lotnisku batalionu, który stracił tego samego dnia magazyn z amunicją. Armia nie przełamała jednak oblężenia, zajmując jedynie wioskę Um Hurajza. Aby umocnić swoje siły, formacja Dżabhat an-Nusra ściągała posiłki z północy. Stąd 23 sierpnia 2014 islamiści w sile 1500 bojowników zaatakowali miasto Maharda. Szturm na chrześcijańską Mahardę nie został poparty przez Wolną Armię Syrii. Atakiem dowodził sam Abu Muhammad al-Dżaulani, dowódca Dżabhat an-Nusra.
Atak nie zakończył się zdobyciem miasta, więc 26 sierpnia 2014 bojownicy rozpoczęli oblężenie. Dwa dni wcześniej zdobyli sąsiednią Halfaję. W trakcie oblężenia Mahardy uszkodzili elektrownię, pozbawiając elektryczności 15 tysięcy cywilów.
27 sierpnia 2014 siły rządowe kontynuowały próbę wyrwania się z kotła, jednak zakończyła się ona niepowodzeniem, a do niewoli dostało się kilkunastu żołnierzy. Przełamanie nastąpiło dzień później, kiedy armia odbiła Arzę oraz wzgórze Tall asz-Szijha, z którego ostrzeliwano lotnisko. Aby przejść do kontrataku, 29 sierpnia na front pod Hamą przybyła brygada „Siły Tygrysa”, którą dowodził płk Suhajl al-Hasan. Tymczasem w Mahardzie broniły się ochotnicze Siły Obrony Narodowej.

### Kontratak armii syryjskiej
7 września 2014 syryjscy żołnierze odparli kolejny atak islamistów na Mahardę, po czym przeszli do kontrnatarcia. 9 września armia odbiła wieś As-Sauma’a jak i weszła do Halfaji. Odrzucono też bojówkarzy atakujących lotnisko. Halfaja została odbita 11 września przez „Siły Tygrysa”. W kolejnych dniach żołnierze ścigali islamistów we wsiach w dystrykcie Mahardy, przejmując Kafr Hud i Tall Mallah. W walkach zginęło dwóch przywódców oddziałów Dżabhat an-Nusra.
19 września rebelianci ogłosili koniec ofensywy na Hamę. Po tym nasilenie walk na froncie centralnym względnie spadło.